# Lispe appendibacula
Lispe appendibacula är en tvåvingeart som beskrevs av Xue och Zhang 2005. Lispe appendibacula ingår i släktet Lispe och familjen husflugor. Inga underarter finns listade i Catalogue of Life.